# Лутівка (річка)
Лутівка, Лутівочка — річка в Україні, у Радомишльському районі Житомирської області. Ліва притока Тетерева (басейн Дніпра).

## Опис
Довжина річки приблизно 9,6 км.

## Розташування
Бере початок на північному заході від Глухіва Другого. Тече переважно на південний схід через село Лутівку і на північно-західній стороні від Березців впадає у річку Тетерів, праву притоку Дніпра.
Річку перетинає автомобільна дорога Т 0608.